# (17772) 1998 EP13
A (17772) 1998 EP13 a Naprendszer kisbolygóövében található aszteroida. Eric Walter Elst fedezte fel 1998. március 1-jén.